# Papilio zelicaon
Papilio zelicaon, auch bekannt unter der englischen Bezeichnung Anise Swallowtail („Anis-Schwalbenschwanz“) ist ein Schmetterling aus der Familie der Ritterfalter (Papilionidae).

## Merkmale

### Falter
Die Falter erreichen eine Flügelspannweite von 70 bis 90 Millimetern. Die Vorderflügel sind schwarz, abgeflogen bis braunschwarz. Zwischen Submarginalregion und Postdiskalregion verläuft vom Vorderrand bis zur Innenseite eine Reihe großer, gelber rechteckförmiger Flecken, die fast zu einer Binde verschmelzen. Diese werden Richtung Innenseite stetig größer. Dicht neben dem Außenrand verläuft parallel zu dieser Reihe eine weitere Reihe von wesentlich kleineren Punkten von Apex zur Innenseite, in der Postdiskalregion befindet sich neben dem Vorderrand ein gelber Punkt. In der Zelle, weist der Flügel noch zwei im Vergleich größere, sichelförmige, gelbe Flecken auf, die zueinander parallel sind. Der Außenrand ist schwarz, weist aber schwarz und gelb gescheckte Fransen auf. In der Basalregion sowie im Bereich zwischen den beiden Reihen ist der Flügel mit einzelnen gelben Schuppen bestäubt. Die Hinterflügel sind schwarz, abgeflogen bis braunschwarz und sind mit gelben Schuppen bestäubt. In der Basalregion ist der Flügel mit einzelnen gelben Schuppen zusätzlich bestäubt. Des Weiteren ist der Außenrand gewellt und hat einen Schwanzfortsatz. Die Reihe großer, gelber Flecken schließt sich hier zu einer Binde zusammen und läuft durch die Diskalregion bis zum Innenrand weiter. Dieser Bereich wird von schwarzen Adern durchbohrt. Oberhalb und in der Zelle ist dieser Bereich beinahe doppelt so groß wie die restlichen Flecken dieser Binde. Die zweite Reihe gelber Punkte verläuft am Hinterflügel ebenfalls parallel zum Außenrand in der Submarginalregion weiter. Diese haben aber nun die Form von Mondflecken und sind nicht mehr in einer Reihe geordnet, sondern wesentlich zerstreuter. Zwischen diesen und der Binde prägen mehrere hellblaue Flecken den Flügel. Beim Innenwinkel befindet sich ein orangeroter Augenfleck, welcher schwarz gefüllt ist. Dieses Schwarz berührt aber nicht den Rand. Der Außenrand ist gelb und schwarz gescheckt.
Die Unterseite der Vorderflügel ähnelt stark der Oberseite, allerdings sind alle Farben wesentlich blasser. Die Unterseite der Hinterflügel ist ebenfalls der Oberseite stark ähnlich, nur dass alle Farben blasser sind. Sämtliche Merkmale sind nun aber verstärkt anzutreffen. Lediglich die schwarze Basalbestäubung ist schwächer und die schwarze Postdiskalbinde ist schmaler. Die gesamte Basal- und Diskalregion ist von einem gelben Bereich geprägt, wobei alle Adern schwarz hervorgehoben sind. Die schwarze Postdiskalbinde wird proximal in jeder Zelle von orangen Flecken begleitet, die auch in der submarginalen Bogenfleckenreihe auftreten können (vor allem bei den Weibchen).
Die Weibchen sind wesentlich stärker bestäubt und haben einen kräftigeren Körper. Der Körper ist bei beiden Geschlechtern schwarz mit breiten, gelben Seitenstreifen.
Die Zeichnung und Färbung kann jedoch innerhalb der Art variieren und führte zur Beschreibung von mindestens drei Formen. Bei der Form comstocki sind die medianen Bänder etwas schmaler. Die seltene schwarze Form nitra (ca. 5 bis 20 Prozent der Population) ist vom südlichen Alberta über die westlichen Teile der Dakotas (North Dakota und South Dakota) bis in das südliche Colorado. Im Osten bildet die Verbreitungsgrenze der Art auch die Grenze dieser Form. Sie weisen eine Reihe von gelben Flecken am Abdomen aus. Gelegentlich ist noch eine partielle zweite Reihe oberhalb dieser Reihe vorhanden. Postmediane Bänder sind vorhanden, variieren aber in der Breite.
Die Form nitra wurde von manchen Autoren auch als Unterart betrachtet, jedoch können Normalform und Form nitra aus den abgelegten Eier eines einzigen weiblichen Individuums schlüpfen. Die Form nitra kommt sehr selten (in Einzelexemplaren) auch in Idaho, Utah und im nördlichen New Mexico vor. Bei der Form ampliatanitra fehlen auch die postmedianen Bänder fast völlig.
In Kalifornien wurde beobachtet, dass sich die Frühjahrsgeneration in kleineren Zeichnungsdetails von der Sommergeneration unterscheidet.

### Ei, Raupe und Puppe
Die Eier sind zunächst cremeweiß. Sie entwickeln später einen rotbraunen Ring und einen ebenso gefärbten Top. Die Raupen von Papilio zelicaon sind grün oder blaugrün, selten auch fast schwarz, mit schwarzen Querlinien und gelben Flecken am Rücken. Zuchtversuche unter hohen Temperaturen ergaben meist schwarze Raupen. Der Kopf ist grünlich.
Wie bei fast allen anderen Schwalbenschwanzraupen schreckt sie mit dem Osmaterium Feinde ab. Es sind fünf Raupenstadien bekannt, bevor die Raupen sich verpuppen. Die Raupen werden etwa fünf Zentimeter lang, bevor sie sich verpuppen.
Die Puppe ist braun oder grün und etwa drei Zentimeter lang. Sie kann einen, selten auch zwei Winter überliegen.

### Ähnliche Arten
- Papilio polyxenes

## Verbreitung und Vorkommen
Das Verbreitungsgebiet von Papilio zelicaon erstreckt sich von British Columbia und North Dakota nach Kalifornien, Arizona, New Mexico, Niederkalifornien und anderen Teilen Mexikos. Die Art kommt von der Küste bis über die Baumgrenze vor. Gelegentlich werden Exemplare noch in 3.000 Meter über NN oder sogar darüber gefunden. Papilio zelicaon findet man häufig auf unbewaldeten Hügeln, Bergen, Gärten, Feldern, Baustellen und Straßenrändern.

## Lebensweise
Entsprechend ihrem großen Verbreitungsgebiet und der großen vertikalen Verbreitung fliegt die Art in einer Generation (Hochlagen und nördliches Verbreitungsgebiet) oder in mehreren Generationen fast rund um das Jahr (in Südkalifornien). Hier können fünf oder mehr Generationen gebildet werden. Die Entwicklung vom Ei bis zum Schlupf des Falters dauert unter Laborbedingungen bei 23,5° 30 bis 35 Tage.

### Flugzeit
Im nördlichen Teil des Verbreitungsgebietes und in den höheren Lagen reicht die Flugzeit von Mai bis Ende Juni oder Juli, in Südkalifornien können die Falter das ganze Jahr über angetroffen werden.

### Paarung

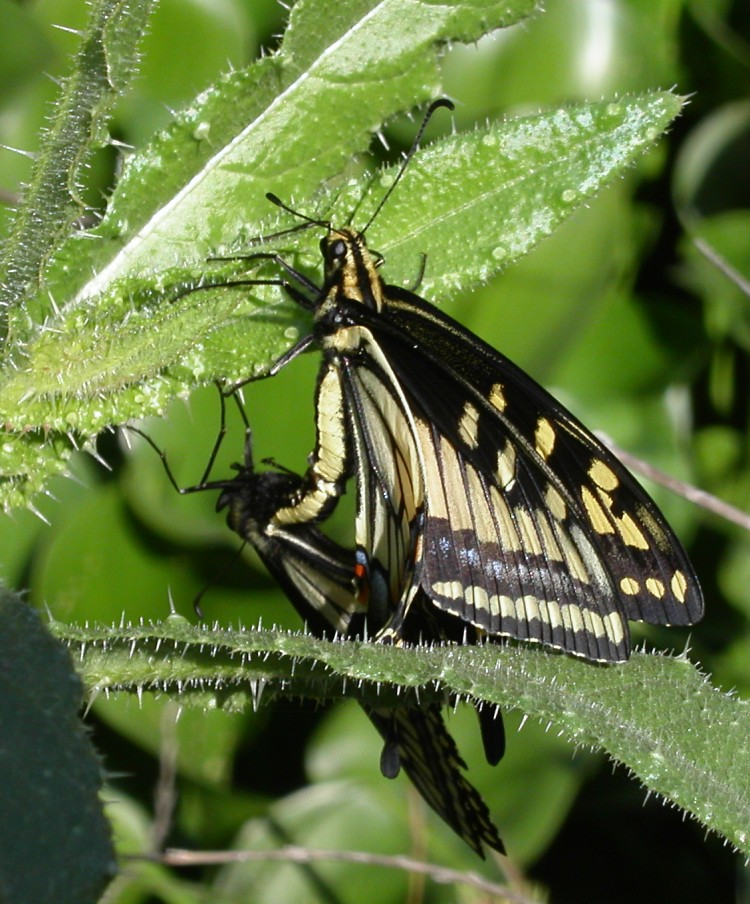
Paarung des Papilio zelicaon

Die Männchen warten auf erhöhten Plätzen auf Hügeln auf Weibchen oder patrouillieren auf bestimmten Routen. Diese Gipfelbalz ist von vielen Papilio-Arten bekannt. Die Männchen sind sehr ortstreu. Markierte Männchen wurden auch nach einem Monat noch an denselben Plätzen wiedergefunden. Eingefangene Männchen fanden aus bis zu fünf Kilometer Entfernung ihre angestammten Revierplätze wieder.
Die Weibchen fliegen nach dem Schlupf rasch auf die Gipfel der Hügel. Die Weibchen können sich mehrmals paaren (bis zu drei Kopulationen), der Durchschnitt liegt jedoch bei weniger als zwei Kopulationen. Auch die Männchen paaren sich mehrmals. Nach der Kopulation fliegen die Weibchen rasch die Hügel abwärts auf der Suche nach geeigneten Pflanzen, an denen sie die Eier ablegen.
Die Eier werden einzeln an Blätter und Blütenstände der Raupennahrungspflanzen abgelegt. Die Raupen sind ausgesprochen polyphag; bisher wurden 65 Arten (in 25 Gattungen) von Doldenblütlern (Apiaceae) und fünf Arten (in drei Gattungen) von Rautengewächsen (Rutaceae) sowie drei nicht in Nordamerika heimische Arten Fenchel (Foeniculum vulgare),  Orange (Citrus × aurantium) und Zitrone (Citrus × limoni) als Raupennahrungspflanzen nachgewiesen. Während die Populationen in den höheren Lagen sich in erster Linie von einheimischen Pflanzen ernähren, fressen die Raupen der Flachlandpopulationen fast ausschließlich den nicht heimischen Fenchel. Als Raupennahrungspflanzen werden angegeben: Dill (Anethum graveolens), Engelwurzen (Angelica spp.), Echter Sellerie (Apium graveolens), Cicuta maculata, Conioselinum scopulorum, Möhre (Daucus carota), Karotte (Daucus carota ssp. sativus), Gefleckter Schierling (Conium maculatum), Wiesenkümmel (Carum carvi), Harbouria trachypleura, Heracleum lanatum, Wiesen-Bärenklau (Heracleum spondylicum), Ligusticum porteri, Ligusticum grayi, Lomatium spp., Oenanthe sarmentosa, Zizia aptera, Pseudocymopterus montanus, Bibernellen (Pimpinella spp.), Petersilie (Petroselinum crispum), Pteryxia spp., Pastinak (Pastinaca sativa), Perideridia spp., Sphenosciadium capitellatum, Tauschia spp. und Weinraute (Ruta graveolens).
Wahrscheinlich war die Besiedlung der tieferen und südlichen Regionen des Verbreitungsgebietes durch Papilio zelicaon erst möglich geworden, nachdem Fenchel und Zitruspflanzen anthropogen eingeführt wurden. Zitruspflanzen und Doldenblütler enthalten ähnliche ätherische Öle. Diese stimulieren das Fressverhalten der Raupen.
Die Eiraupen bevorzugen zunächst Blätter, spätere Stadien fressen vor allem an den Blütenständen. Die Puppe überwintert.

## Gefährdung
Papilio zelicaon ist in seinem Verbreitungsgebiet häufig anzutreffen und gilt deshalb nicht als bedroht.